# Tomàs apòstol
Segons el Nou Testament, Tomàs (Palestina, s. I - Mylapore, Índia, 72 dC) fou un dels Dotze Apòstols de Jesús de Natzaret. És venerat com a sant a tota la cristiandat.

## Biografia
Sembla que el seu nom era Judes i que tenia un germà bessó, per això l'anomenaven Judes el Bessó (en arameu Yəhudà Te'oma i en grec Ioudas Didymus). D'aquí el nom Te'oma, traduït com a Tomàs, que significa bessó. En l'evangeli apòcrif dels Actes de Tomàs (escrit a Síria el segle iii) se'l considera un dels quatre germans de Jesús que s'esmenta en l'Evangeli segons Marc 6, 3. Segons l'Església Catòlica, serien cosins de segon grau.
El fet més conegut de Tomàs es troba en l'Evangeli segons Joan 20, 24-29, on es nega a admetre la resurrecció de Jesucrist fins que no li passi els dits a les nafres produïdes per la crucifixió. Quan Jesús hi apareix, el convida a ficar el dit a la nafra del costat i Tomàs exclama:
| « | Senyor meu i Déu meu! | » |

També apareix a Joan, 11, 16, quan en saber que Llàtzer de Betània ha mort, Jesús vol tornar a Judea i els deixebles s'hi oposen, ja que els havien amenaçat de lapidar-los; llavors Tomàs diu: 
| « | Anem-hi també nosaltres per morir amb ell". | » |

Durant el Sant Sopar, pren la paraula (Joan, 14, 5) i diu a Crist, quan aquest diu als apòstols que ja saben què passarà, que ells no en saben res, i Jesús els explica el seu vincle amb el Pare.

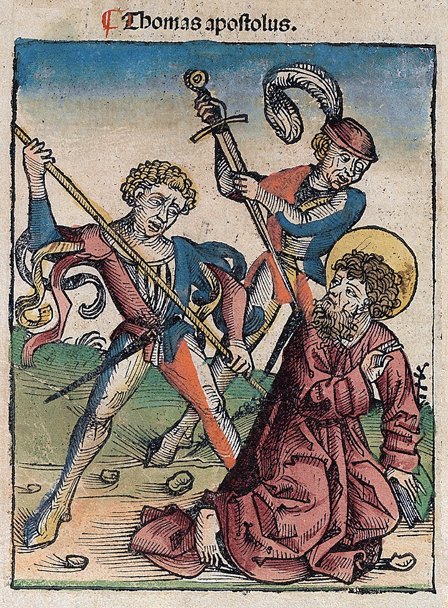
Martiri, a la Crònica de Nuremberg, 1493
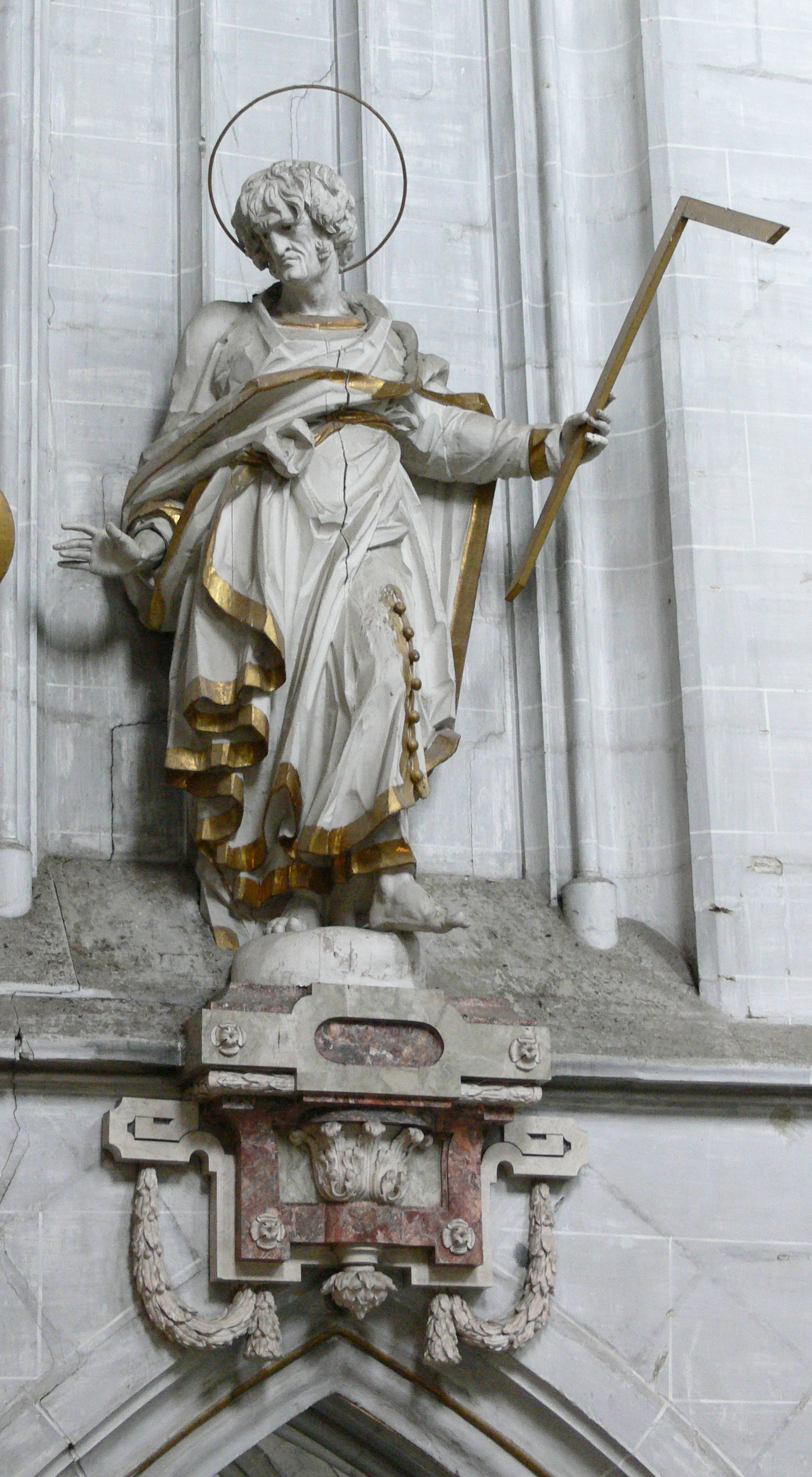
Escultura del s. XVIII a Salemer Münster, Salem
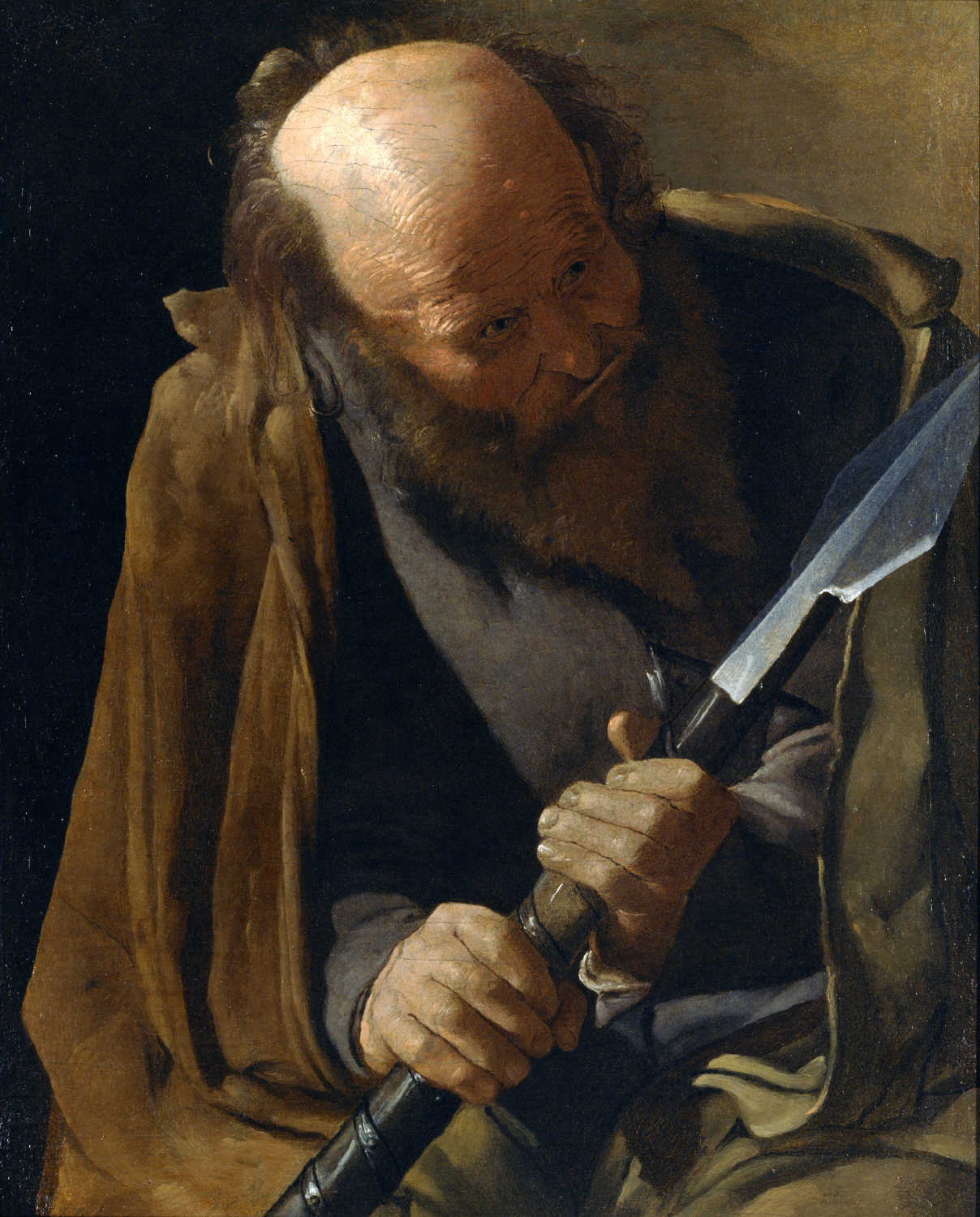
Pintura de Georges de la Tour
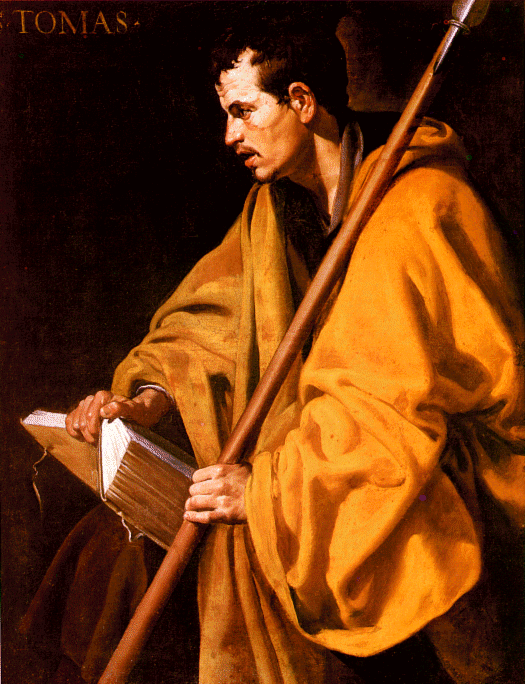
Pintura de Diego Velázquez (Musée d'Orleans)
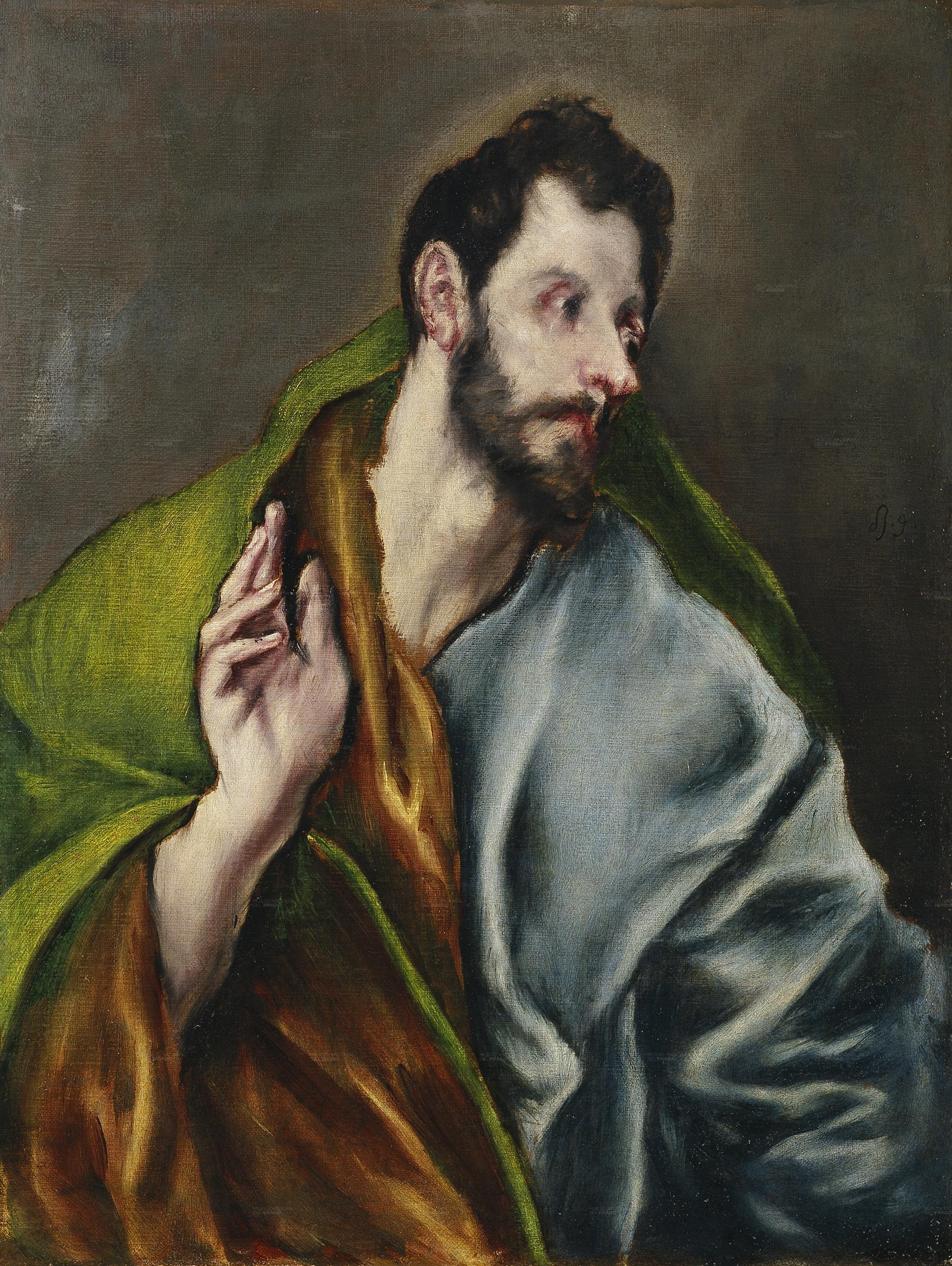
Sant Tomàs (El Greco)

### Trajectòria posterior
Segons la tradició antiga, Tomàs va marxar a predicar a Síria, Edessa i va fundar la comunitat cristiana de Babilònia, on visqué set anys.
Segons Eusebi de Cesarea i Efraïm de Síria, va arribar a l'Índia sud-occidental, per mar, cap a l'any 52. Tomàs hauria, segons aquest relat, començat a predicar a la ciutat portuària de Muziris, on vivia una comunitat jueva. Va convertir-los al cristianisme i, amb ells, també molts hindús, especialment de castes altes. Tomàs, ajudat per aquests nous cristians, va fundar diverses comunitats cristianes a la regió de Kerala: Maliankara (avui Malankara Dam), Kottaikkavu, Niranam, Kollam i Gokamangalam (avui Kothamangalam). Segons una tradició del segle ii de l'església local, l'any 52 va desembarcar a Kodungallur i va fundar les Set Esglésies i Mitja: Kodungallur, Kollam, Niranam, Nilackal, (Chayal), Kokkamangalam, Kottakkayal (Paravoor), Palayoor (Chattukulangara) i Thiruvithamkode.
La tradició continua amb un viatge a la Xina per evangelitzar-la; en tornar a l'Índia, va predicar a la costa oriental. En els Actes de Tomàs, s'explica la trobada entre Tomàs i el rei Gondofares, al nord de l'Índia; el 1872 es va descobrir que aquest rei era real i que havia regnat entre els anys 21 i 47 dC.
Segons la tradició, Tomàs fou executat el 3 de juliol de 72 a un turó de Mailapur (Mylapore) anomenat St. Thomas's Mount en el seu honor, sud-est de l'Índia, prop de Chennai, Tamil Nadu), essent travessat per una llança, per ordre del rei Vasudeva I.

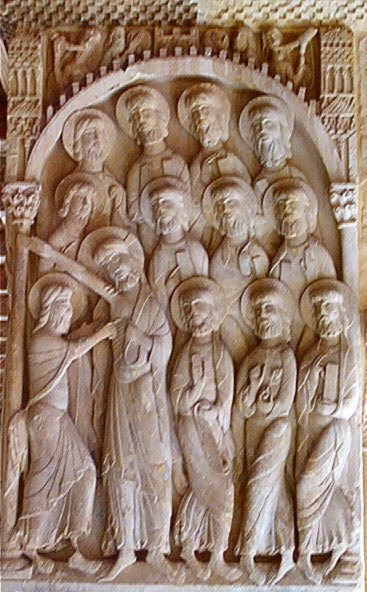
Relleu amb el dubte del sant, s. XII (Monestir de Santo Domingo de Silos)
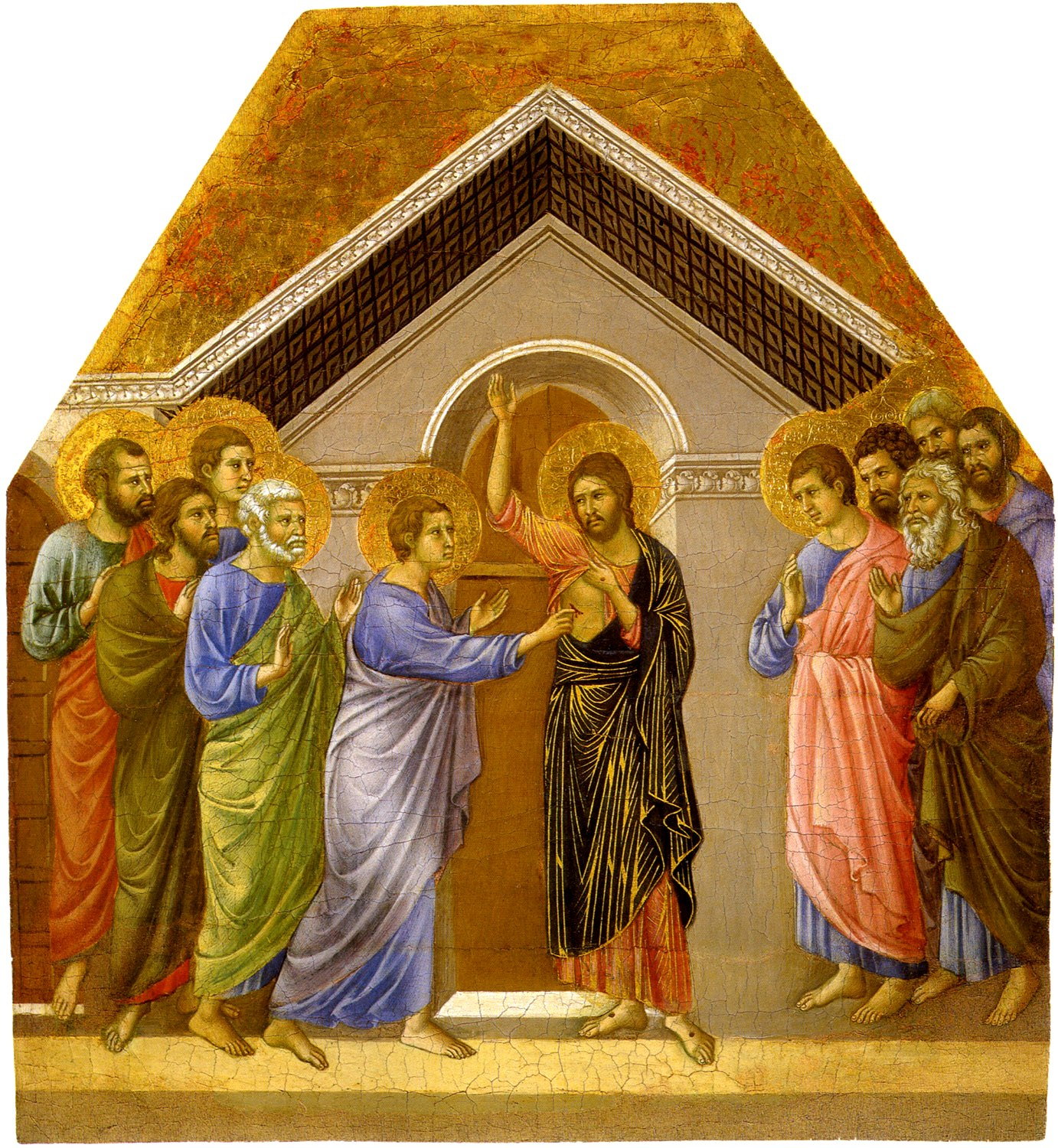
Pintura de Duccio, del políptic de la Maestà (Siena, Duomo)
Dubte de Sant Tomàs de Caravaggio
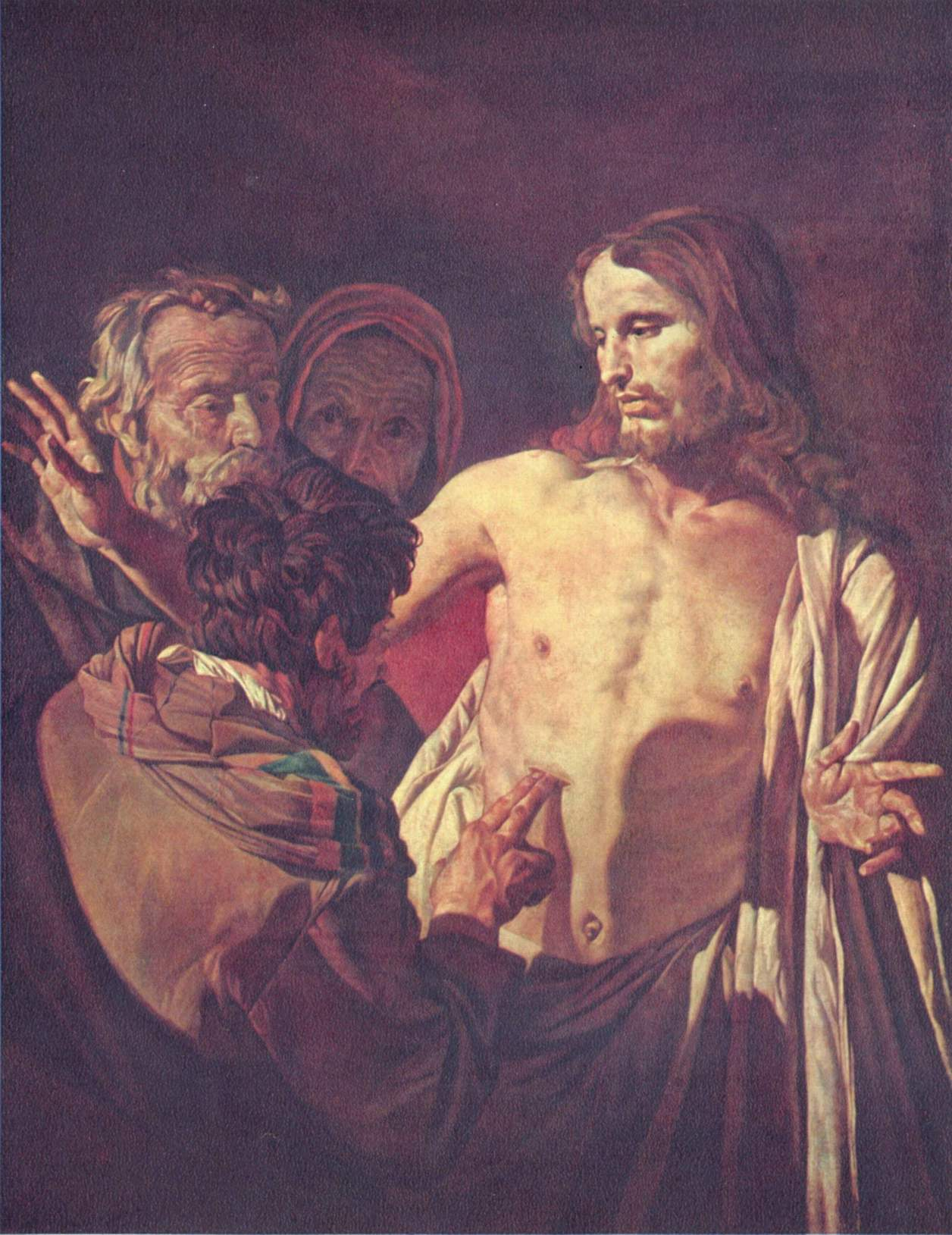
Pintura de Gerhard van Honthorst (Madrid, Museo del Prado)

## Veneració
Tomàs fou sepultat a Mylapore. Durant unes persucucions al segle iii, les seves restes foren traslladades a Edessa (avui Şanlıurfa, Turquia), important centre cristià de Síria. Amb el temps, van ésser portades a l'illa de Quios, al mar Egeu. El 1258, el mariner d'Ortona Leone Acciaiuoli va portar-ne les restes a la seva ciutat, als Abruços. Avui, encara es veneren a la basílica de San Tommaso d'Ortona.
El 1523 els colons portuguesos a l'Índia van fer excavacions a la basílica anomenada Casa de Sant Tomàs, primer lloc on havia estat enterrat i lloc de pelegrinatge dels cristians de la regió. Hi trobaren una sepultura i fonaments d'una casa, que es va considerar que podria haver estat la del sant.
L'Església catòlica i l'Església Ortodoxa Malankaresa celebren el sant el dia 3 de juliol, però abans de l'any 1969 es celebrava el 21 de desembre, dia del solstici d’hivern.

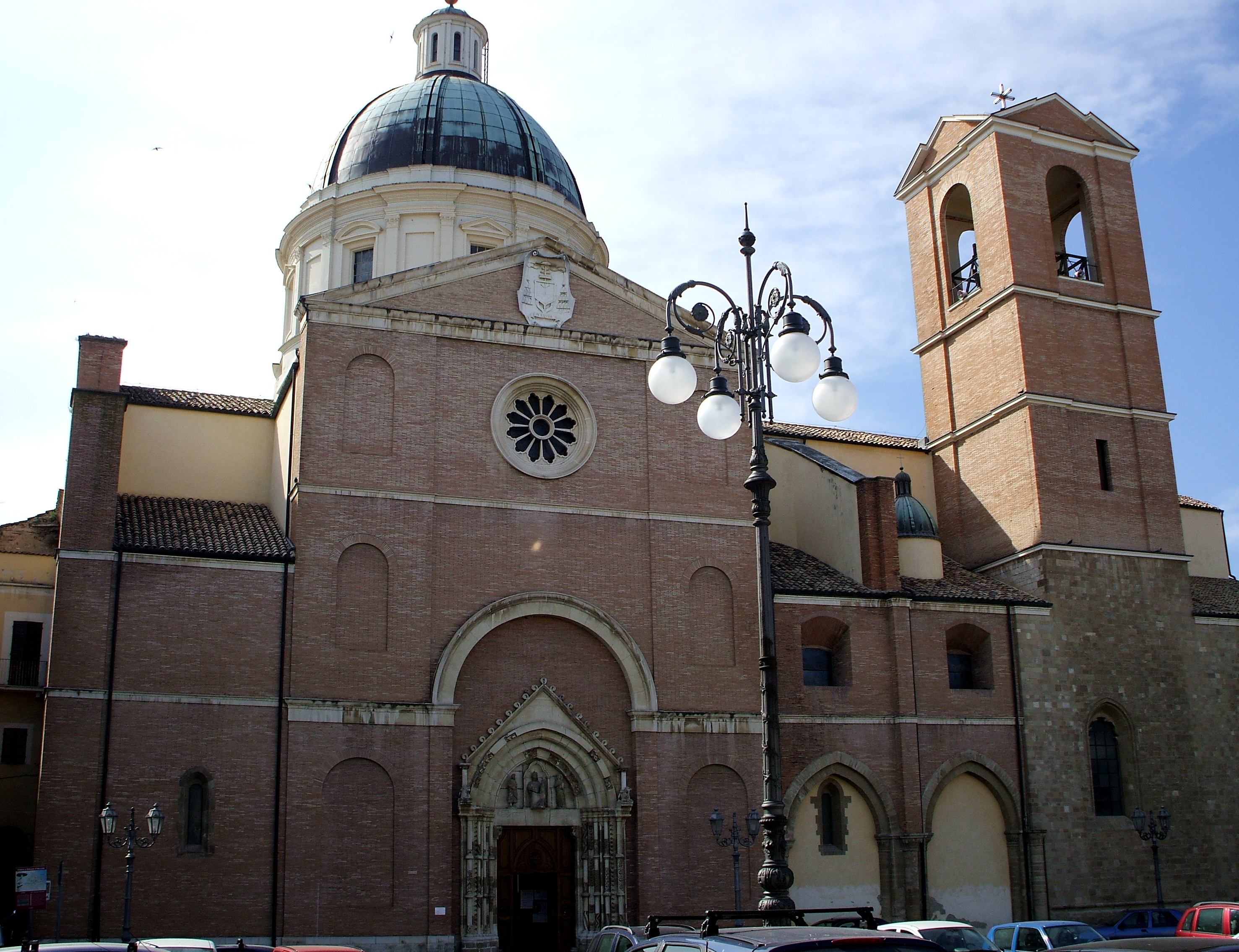
Basílica de Sant Tomàs, a Ortona
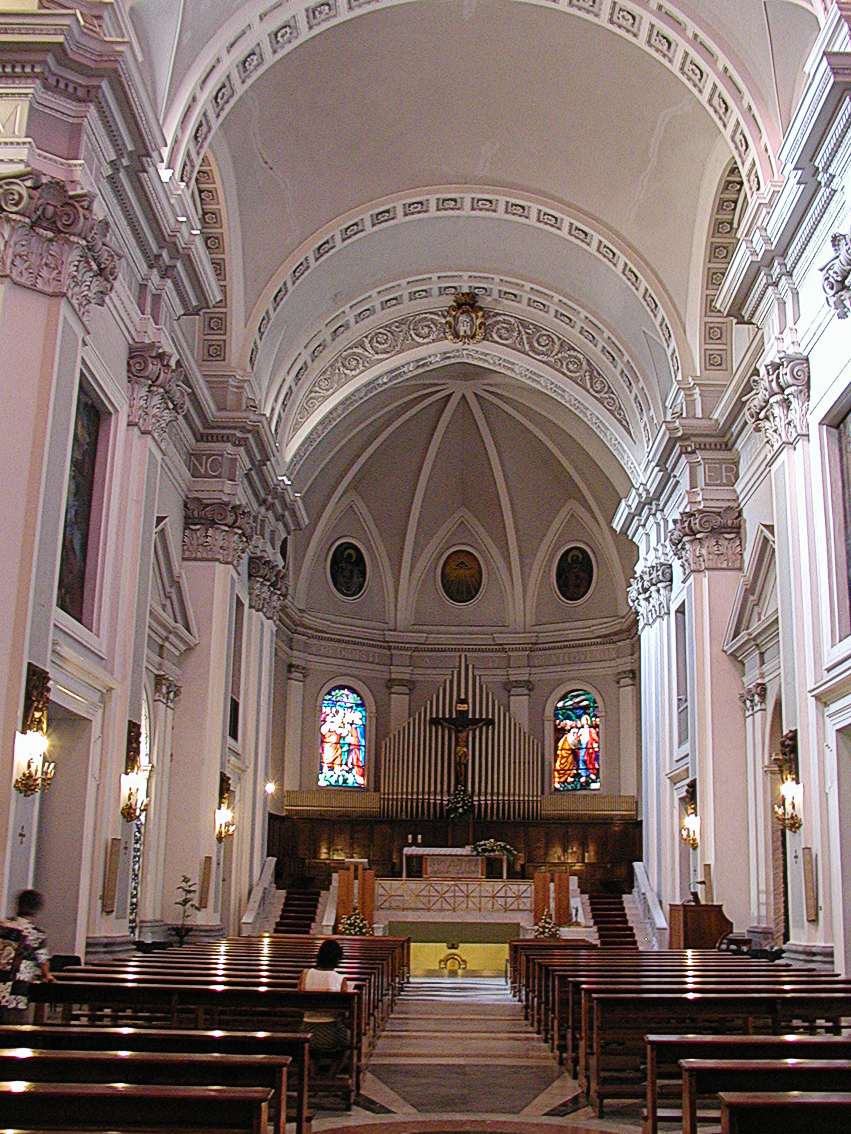
Interior de la Basílica de Sant Tomàs d'Ortona
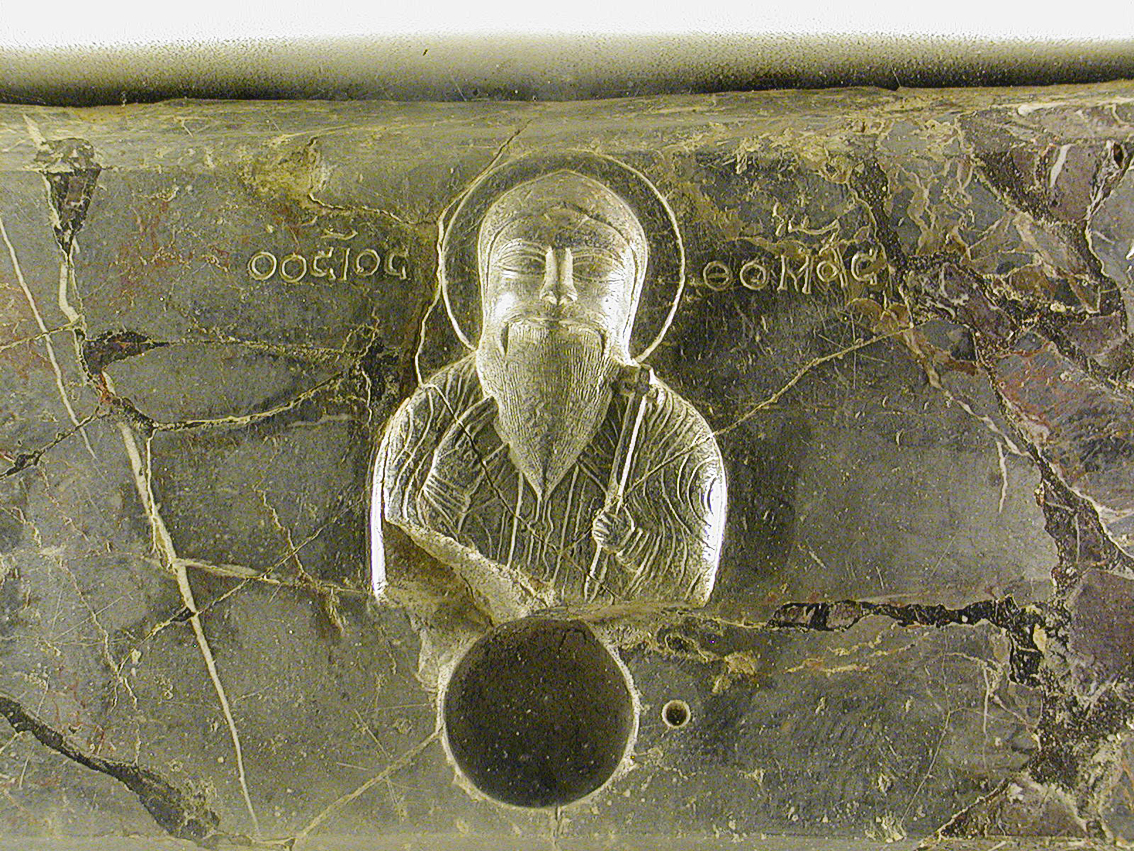
Làpida armènia que cobria l'antiga tomba del sant a Edessa, al s. III, avui a la basílica d'Ortona
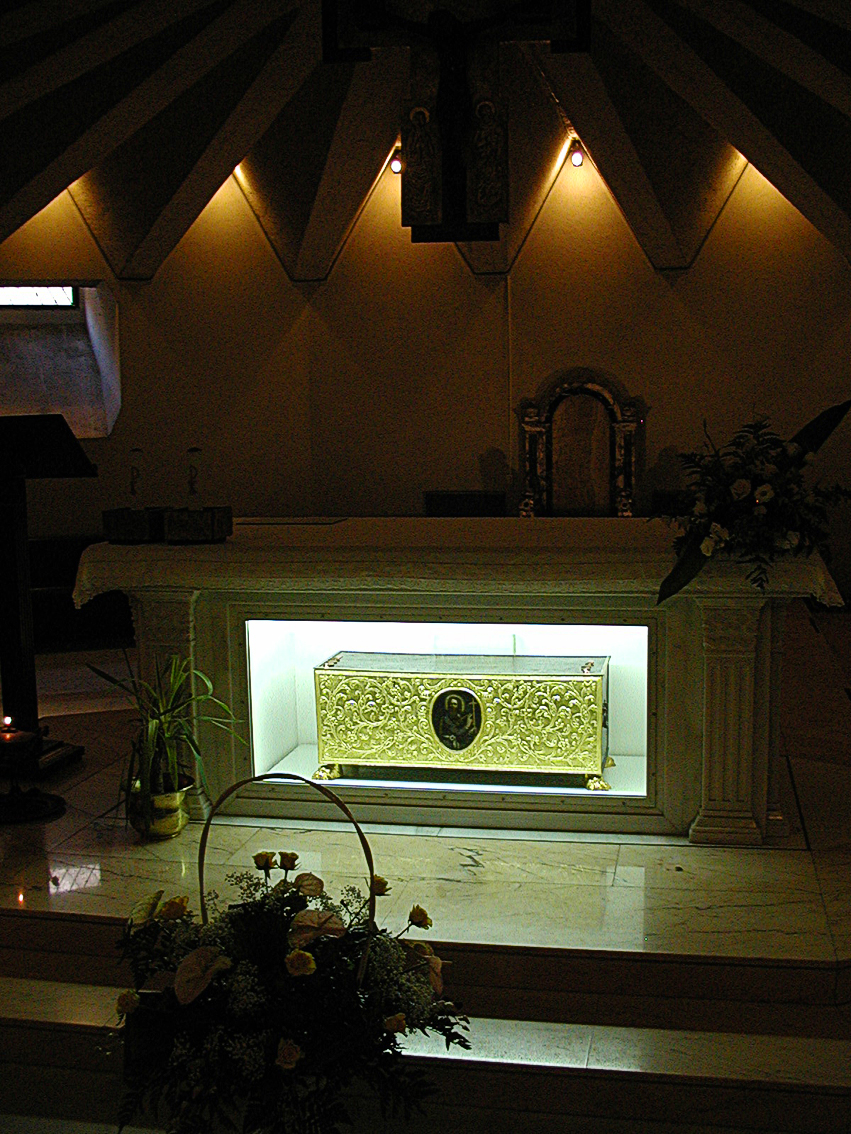
Sepulcre del sant a la cripta de Sto. Tommaso d'Ortona
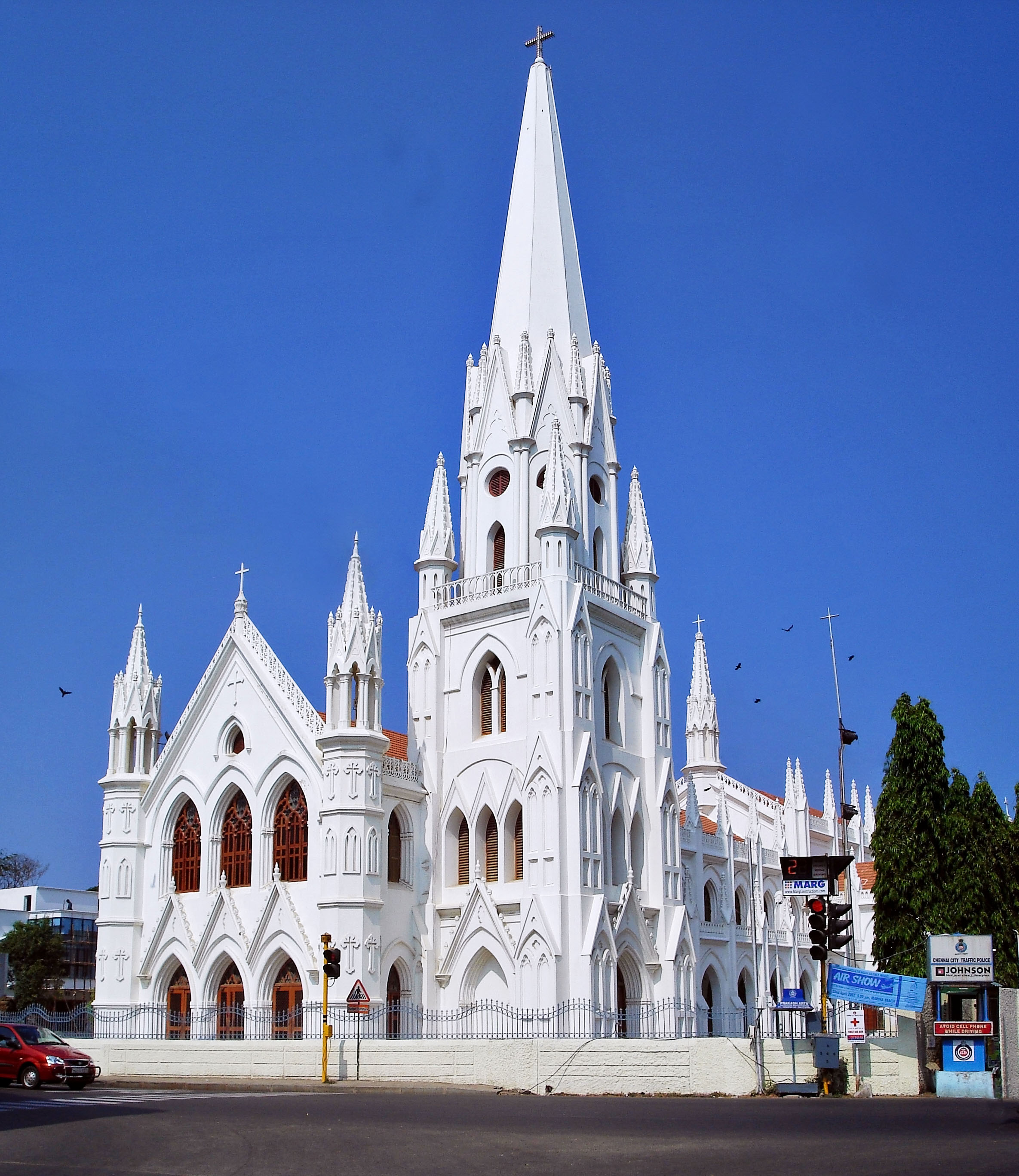
Basílica de Sant Tomàs a Santhome, barri de Chennai (Índia), amb la suposada tomba del sant
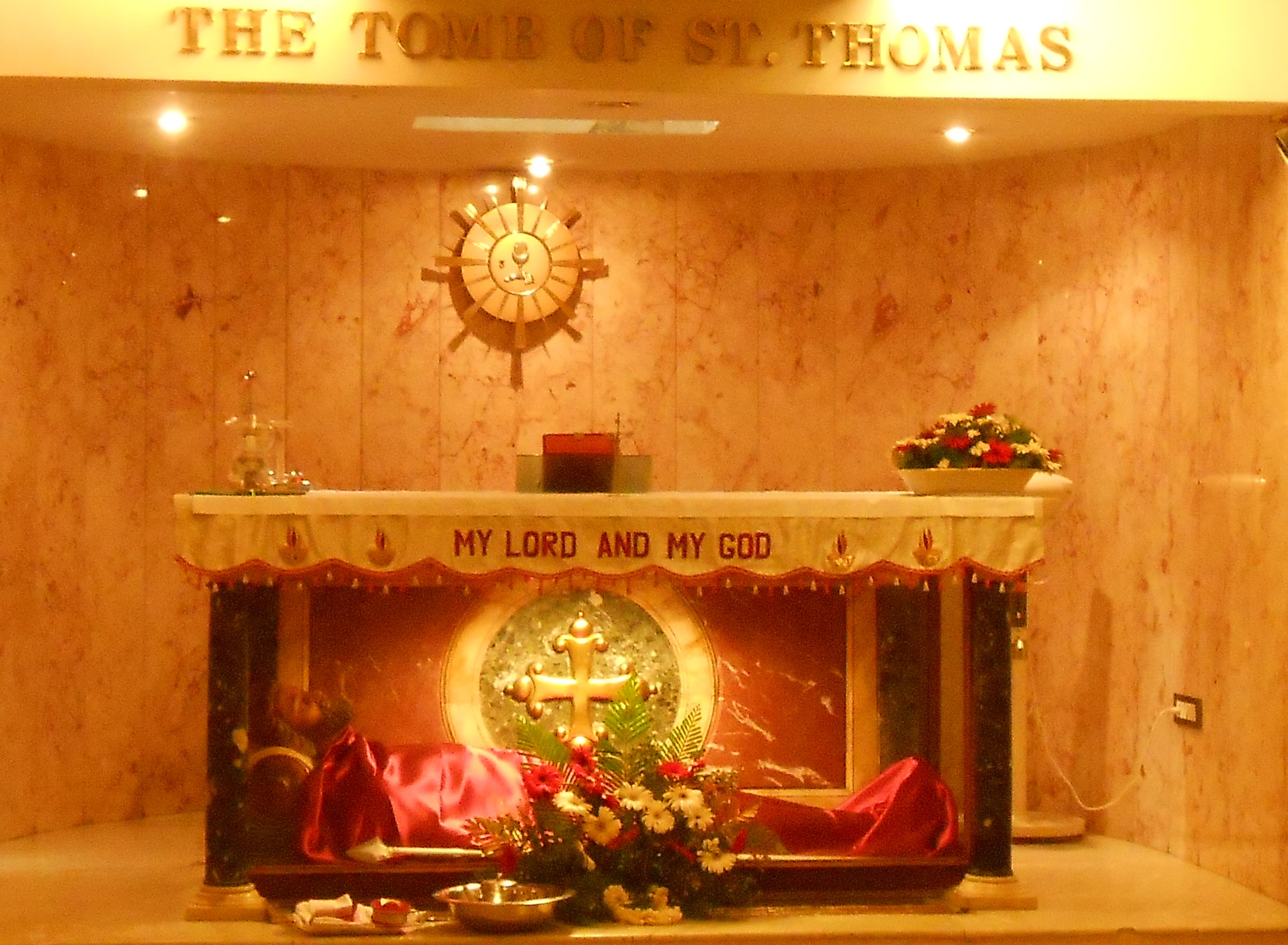
La tomba del sant a la basílica de Mylapore
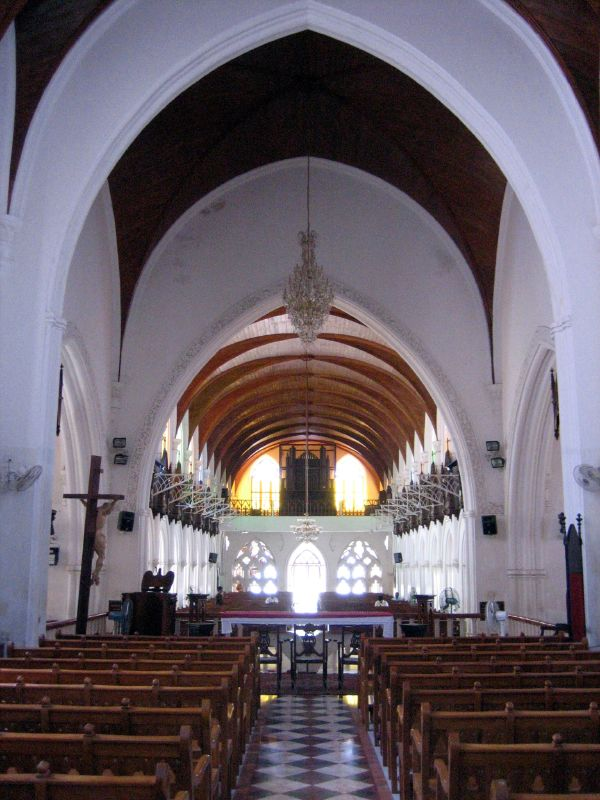
Interior de l'església de Chennai
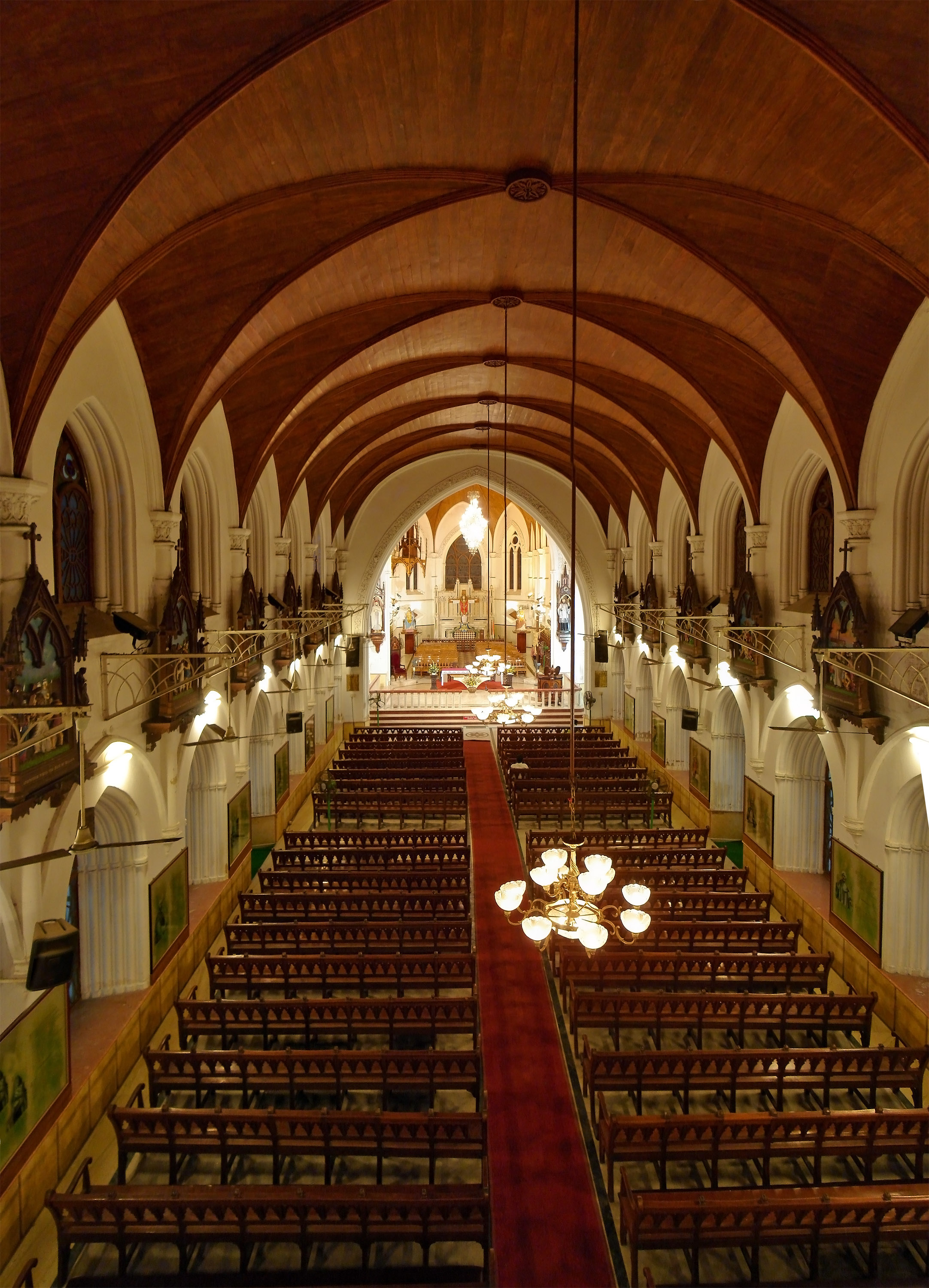
Basílica de Sant Tomàs (Chennai), sala de pregàries